# Jardín Botánico de Hamburgo
El Jardín Botánico de Hamburgo en alemán Botanischer Garten Hamburg, también conocido como Loki-Schmidt-Garten, Botanischer Garten der Universität Hamburg y como Biozentrum Klein Flottbek und Botanischer Garten, es un jardín botánico de 25 hectáreas de extensión, que está administrado por la Universidad de Hamburgo, en Hamburgo, Alemania.
El código de identificación internacional del Botanischer Garten der Universität Hamburg como miembro del "Botanic Gardens Conservation International" (BGCI), así como las siglas de su herbario es HBG.

## Localización
El jardín botánico se encuentra ubicado en "Ohnhorststrasse" 18, Hamburgo, junto a la estación Klein Flottbek station.
Biozentrum Klein Flottbek und Botanischer Garten, Hesten 10, D-22609 Hamburg-Hamburgo, Deutschland-Alemania.
Planos y vistas satelitales.53°33′44″N 9°51′40″E / 53.56222, 9.86111
Se encuentra abierto a diario y la entrada es gratuita.

## Historia
Aunque la historia institucional del jardín tiene como fecha de inicio y establecimiento en 1821 y su transferencia en 1919 a la universidad de Hamburgo, el actual jardín botánico de Hamburgo se abrió en 1979 en su ubicación actual.
Su sitio anterior todavía permanece como el Alter Botanischer Garten Hamburg, que contiene los invernaderos del jardín así como colecciones hierbas y plantas medicinales.

## Colecciones
El jardín botánico se encuentra organizado en tres grandes secciones:
- Jardín Sistemático (aproximadamente 3.5 hectáreas) - 90 lechos de cultivo de plantas organizadas según sus relaciones evolutivas, tal como fueron definidas por Armen Takhtajan en 1959.
- Jardín Geográfico - plantas distribuidas según sus orígenes geográficos, con áreas para Europa, Norteamérica, la zona sur de Suramérica, y Extremo Oriente. En esta sección también se incluye un alpinum, Jardín japonés, y Jardín chino.
- El Hombre y las Plantas - cinco jardines temáticos: Jardín de la granja, Jardín Bíblico, cultivos, jardín de farmacia, y jardín de plantas venenosas y medicinales.

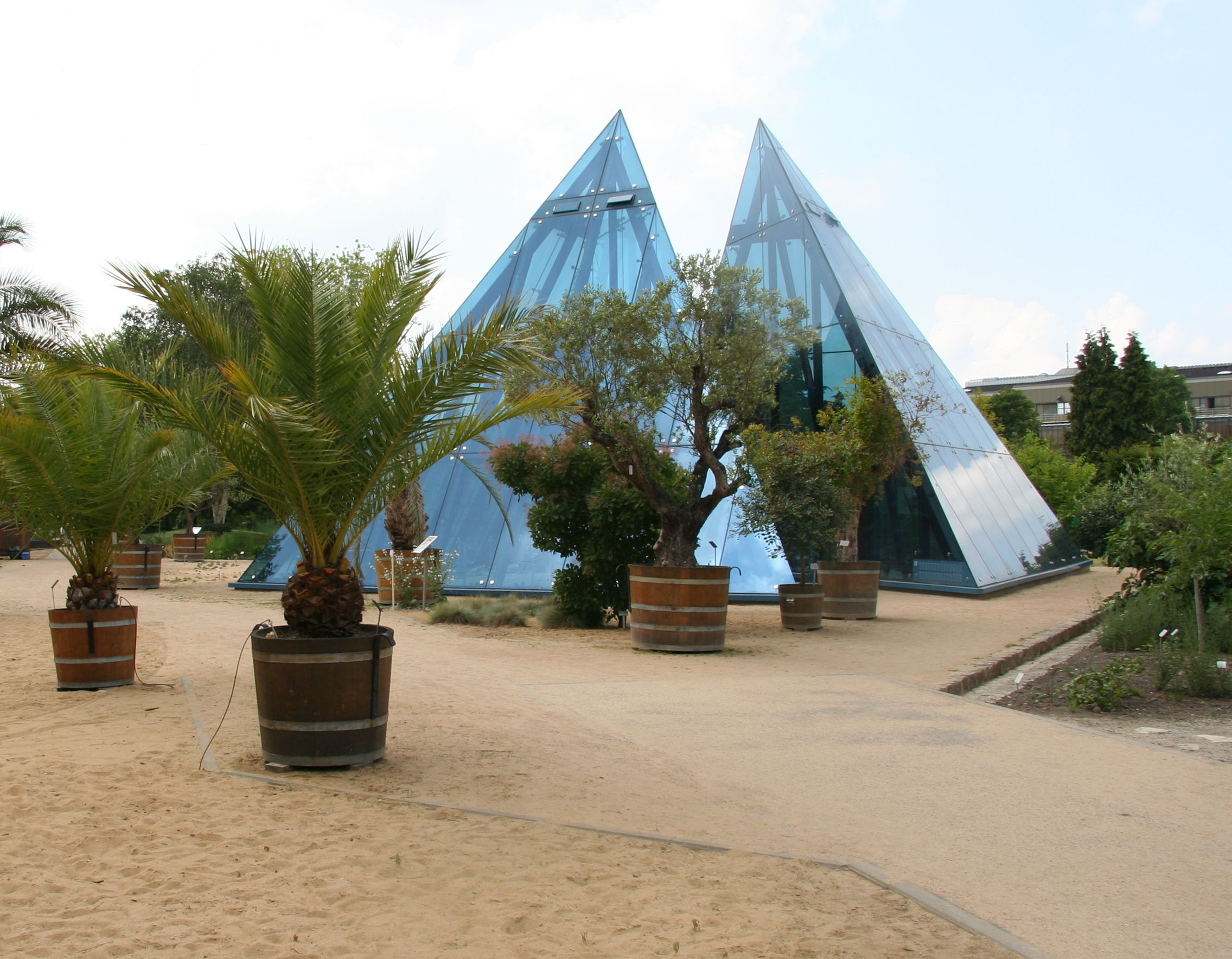
Pirámides en el Botanischer Garten Hamburg.
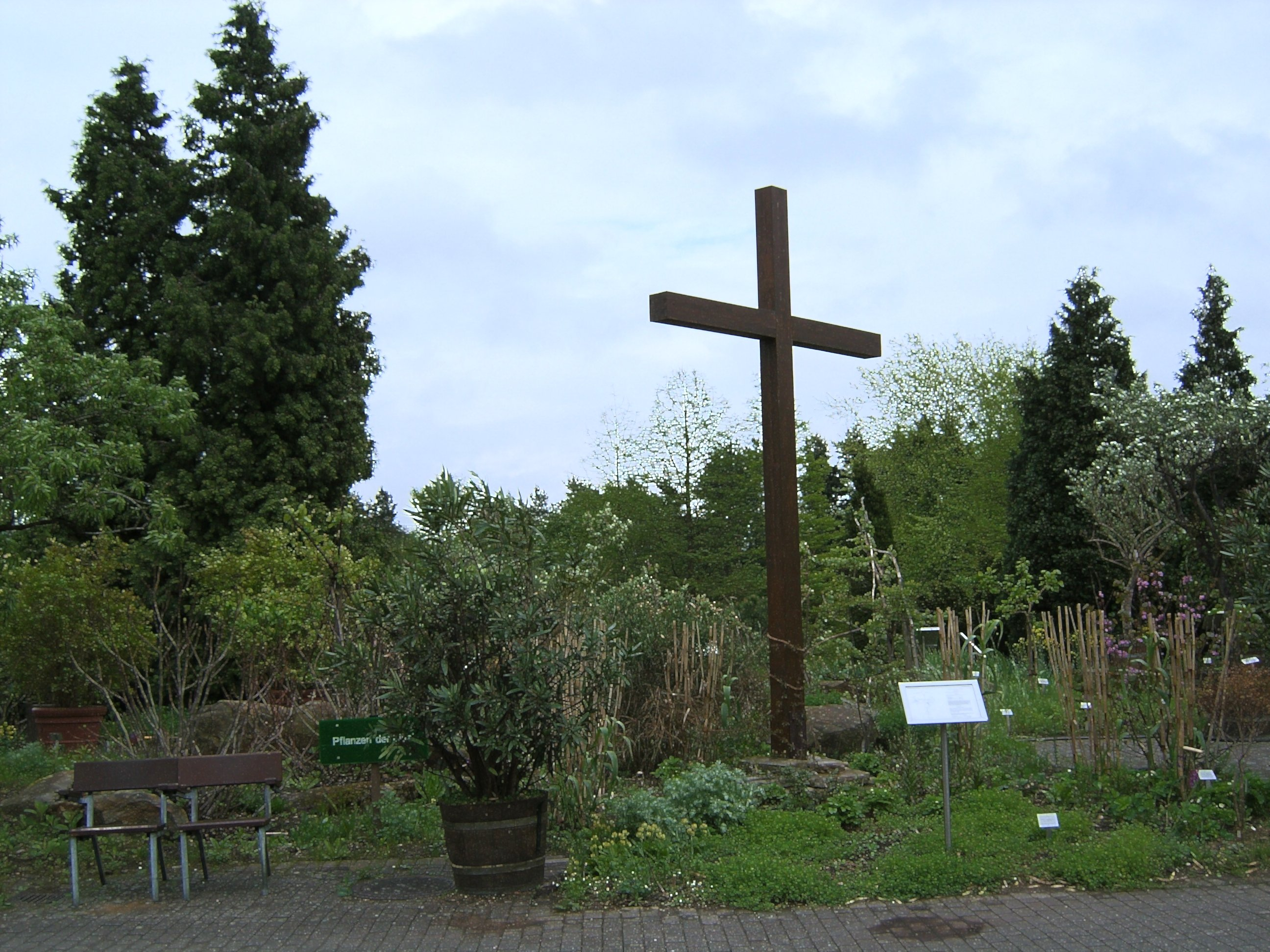
El jardín de la Biblia.
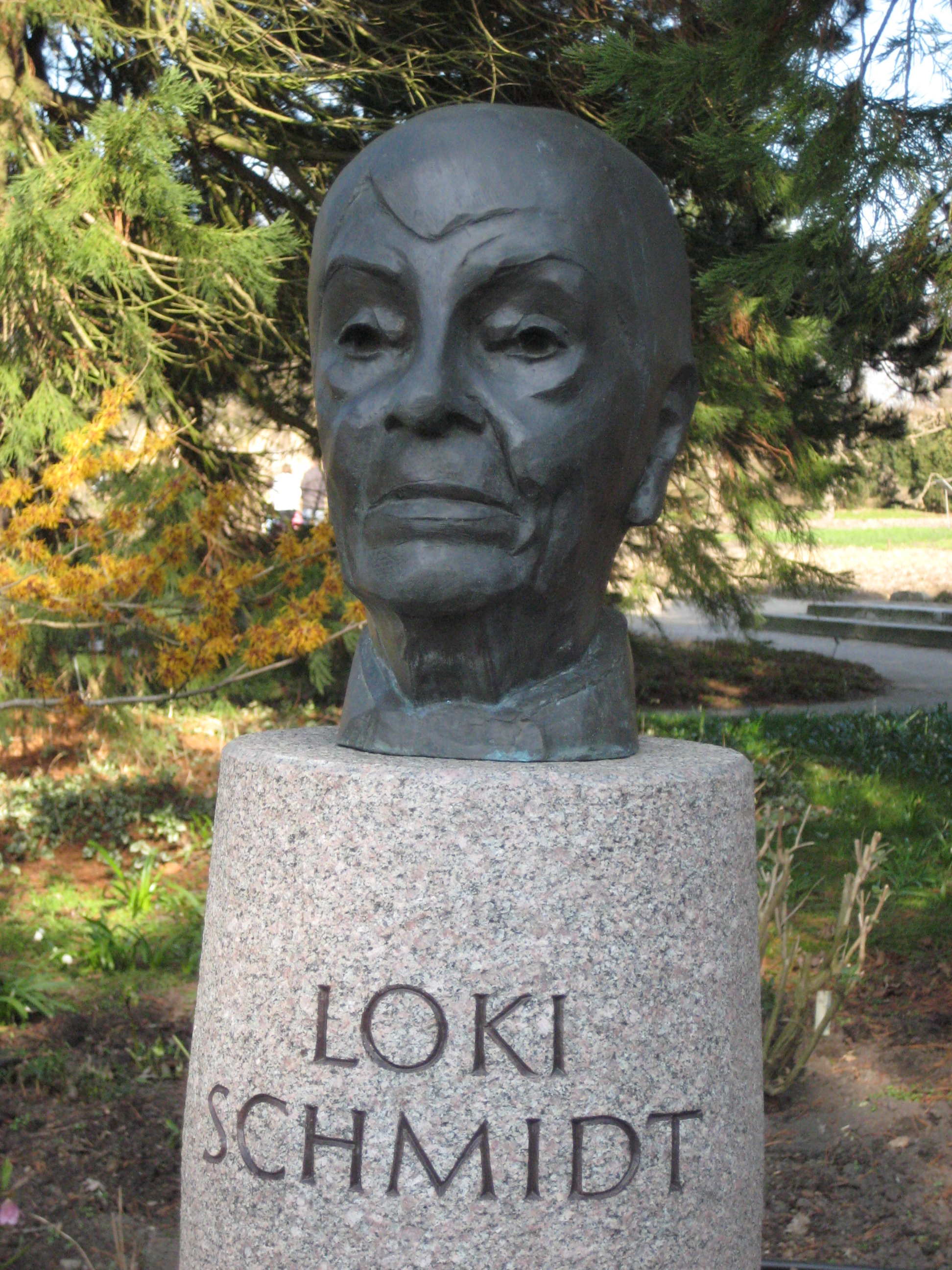
Cabeza de Loki Schmidt.
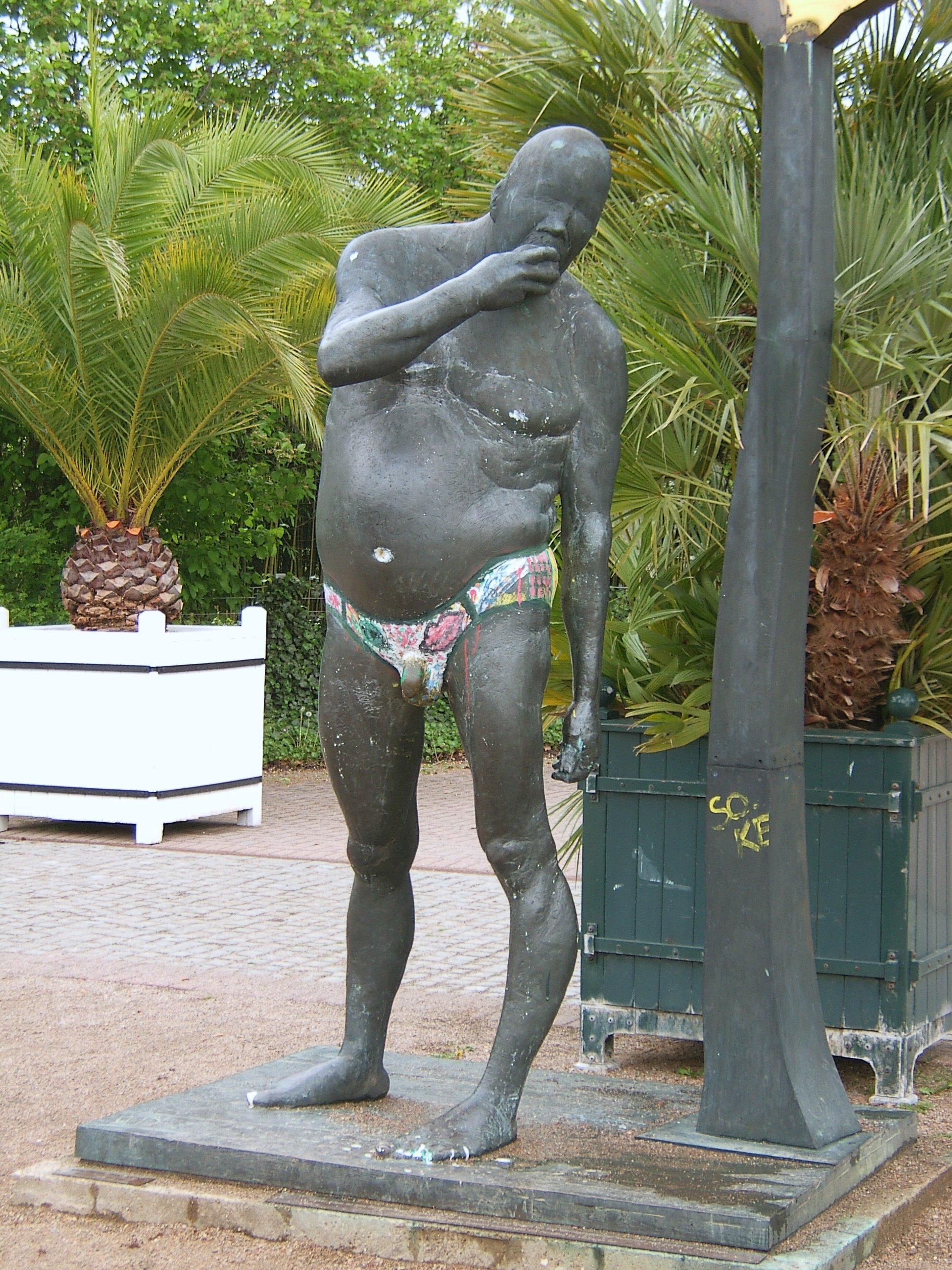
La escultura Hh-kleinflottbek (pequeños flotadores).